# غانم بن سعد آل سعد
غانم بن سعد آل سعد (ولد في 23 أغسطس 1964 في الدوحة، قطر) هو رجل أعمال قطري ورئيس مجلس إدارة شركة غانم بن سعد آل سعد وأولاده القابضة وهي شركة عائلية متنوعة في عشرات القطاعات والشركات. تولى دورا بارزا مع زعماء دوليين آخرين في منتدى «تجديد العالم العربي» في باريس في يناير 2015. حصل على جائزة تكريم لرائد الشركات الرائدة في عام 2011. يحتل غانم المرتبة الثانية عشر على قائمة أفضل رئيس تنفيذي لشركة عقارية في الشرق الأوسط. احتل المرتبة السابعة والعشرين في قائمة مجلة أرابيان بزنس للأكثر نفوذا في قطر لعام 2012. كما حصل غانم على لقب «داتوك» وهو ما يعادل لقب ماليزي يعادل لقب نبيل البريطاني من ملك ماليزيا. كما يشغل أيضا منصب رئيس مجلس الإدارة في العديد من الشركات بما في ذلك شركة الامتياز للاستثمار وعايان العقارية وأكاديمية الجزيرة وشركاء ريزون ومجموعة جيرسي ومجموعة غانم بن سعد آل سعد وأولاده القابضة وقطرغ وريزون جت. كما أنه يشغل منصب الرئيس التنفيذي والمدير العام لشركة فيرست فاينانس ومستشار وعضو مجلس إدارة بنك بروة.

## التعليم
حصل غانم على شهادة البكالوريوس في العلوم الاجتماعية من جامعة قطر. حاصل على درجة الماجستير في السياسة الاجتماعية والإدارة من جامعة كنت في المملكة المتحدة ودرجة الدكتوراه من جامعة غرينتش، لندن.

## المسيرة المهنية
شغل غانم في وقت مبكر من مسيرته المهنية منصب مدير في وزارة شؤون مجلس الوزراء في عام 1998 بعد العمل في وزارة العدل والمجلس الأعلى للتخطيط في قطر. شغل منصب سفير في وزارة الخارجية القطرية منذ عام 1998 وحتى يومنا هذا. كما عمل مستشارا لرئيس مجلس الوزراء القطري حمد بن جاسم بن جبر آل ثاني على الاستثمارات التجارية لصندوق قطر السيادي حيث أوصى بعدد من عمليات الاستحواذ الدولية.
أسس مجموعة جيرسي في عام 1994 والتي تعرف الآن باسم مجموعة غانم بن سعد آل سعد وأولاده القابضة والتي تأسست في عام 2007. تشمل مجموعة غانم بن سعد آل سعد وأولاده القابضة أكثر من 30 شركة في جميع أنحاء العالم وفي مجال العقارات والتصنيع والمقاولات والهندسة وتكنولوجيا المعلومات والاتصالات والطيران والسيارات والنفط والغاز والتعليم واللياقة البدنية والضيافة والأزياء. مقر الشركة الرئيسي في قطر مع المقر الإقليمي في لندن والقاهرة وسنغافورة.
تشمل الشركات التابعة للمجموعة شركة ريزون جت وهي أول شركة مشغلة لطائرات خاصة في الشرق الأوسط.

## عضوية مجالس الإدارات والأعمال الخيرية
انضم غانم إلى الجمعية العامة لجمعية قطر الخيرية في عام 2001. أصبح عضوا في مجلس الإدارة في عام 2001. عين رئيسا للجمعية الخيرية في 13 أكتوبر 2010 ولا يزال رئيسا.
شغل منصب رئيس مجلس الإدارة والعضو المنتدب لشركة بروة العقارية من يناير 2006 إلى أبريل 2011. بروة العقارية هي شركة عقارية شبه حكومية مملوكة بنسبة 45٪ لشركة الديار القطرية و55٪ مدرجة في بورصة قطر.
كان غانم عضوا في مجلس الإدارة والرئيس التنفيذي والعضو المنتدب لشركة الديار القطرية العقارية من 2008 إلى 2011. الديار القطرية هو الذراع العقاري المملوك بالكامل لهيئة قطر للاستثمار وحكومة قطر. يشغل حاليا منصب الرئيس التنفيذي للشركة. شغل منصب رئيس مجلس إدارة بنك بروة في الفترة من 2009 إلى 2010.
شغل منصب رئيس مجلس إدارة شركة السكك الحديدية القطرية من 2010 إلى 2011. تم تأسيس شركة السكك الحديدية القطرية تحت رئاسة غانم لدفع سياسة إنشاء شبكة سكك حديدية متكاملة داخل دولة قطر وربطها بالشبكة الإقليمية للدول العربية في الخليج العربي.
كان غانم عضوا في لجنة جسر المحبة الذي سيربط بين البحرين وقطر. كما شغل منصب رئيس مجلس إدارة وعضو مجلس إدارة في مختلف الشركات التابعة والزميلة لشركة الديار القطرية وشركة بروة العقارية. غانم عضو مجلس إدارة مؤسسة قطر للاستثمار.

## «تجديد العالم العربي» في باريس، يناير 2015
كان غانم متحدثا بارزا في مؤتمر «تجديد العالم العربي» في المعهد العربي في باريس، يناير 2015 جنبا إلى جنب مع رئيس فرنسا فرانسوا هولاند ووزير خارجية فرنسا لوران فابيوس وجاك لانغ ورئيس معهد العالم العربي والعديد من القادة الدوليين الآخرين المكرسين لبناء علاقات أقوى بين جميع الأديان.

## الجوائز والأوسمة
- جائزة تكريم لقائد الشركات المتميز (2011).[16]
- المرتبة الخامسة والستين في قائمة مجلة أريبيان بزنس «أكثر 100 شخص نفوذا في العالم العربي 2009».[17]
- المرتبة الخمسون في قائمة مجلة أريبيان بزنس «الأكثر نفوذا في قطر لعام 2015».[18]

## وصلات خارجية
- http://www.gssg.com
- http://www.rizonjet.com
- http://www.menandarchitecture.com/article.php?id=36&color=2 نسخة محفوظة 25 أبريل 2012 على موقع واي باك مشين.
- https://web.archive.org/web/20120425061137/http://www.alimtiaz.com/alimtiaz/Media-Center/Media-Center/Ghanim-Bin-Saad-to-Al-Rai--Qatari-Interest-to-inve.aspx?lang=en-US
- https://web.archive.org/web/20111003024350/http://www.moc.gov.qa/en/news_004.html